# Don't Stop Renaichū
Singles par Taiyō to Ciscomoon / T&C Bomber
Marui Taiyō -winter ver.-
(1999) Hey! Mahiru no Shinkirō
(2000)
Don't Stop Renaichū (DON'T STOP 恋愛中, ou Don't Stop Renaichuu) est un single du groupe de J-pop T&C Bomber, anciennement Taiyō to Ciscomoon, son 7e en tout.

## Présentation
Le single, écrit et produit par Tsunku, sort le 19 avril 2000 au Japon sous le label zetima, quatre mois après le précédent single du groupe sous le nom Taiyō to Ciscomoon, Marui Taiyō -winter ver.-. Il atteint la 23e place du classement de l'Oricon, et reste classé pendant trois semaines, se vendant à 23 200 exemplaires durant cette période. Il sort au format maxi-CD de 12 cm de diamètre, la plupart des précédents étant sortis au format mini-CD de 8 cm, ancienne norme pour les singles au Japon.
C'est le premier disque du groupe à sortir sous son nouveau nom T&C Bomber. Il est à nouveau interprété en quatuor, après la parenthèse du précédent single interprété en trio, Miwa Kominato ayant réintégré le groupe entre-temps.
Les deux chansons du single figureront sur le second album du groupe, 2nd Stage qui sort en septembre suivant. La chanson-titre figurera aussi sur la compilation Taiyō to Ciscomoon / T&C Bomber Mega Best de fin 2008. Comme celle du précédent single du groupe, elle sera reprise en 2004 par le groupe affilié Country Musume ni Konno to Fujimoto sous le titre Don't Stop Renaichū (2004 Version) en "face B" de son single Shining Itoshiki Anata.
Le clip vidéo de la chanson-titre figurera, avec ceux des autres singles, sur la vidéo intitulée All Taiyō to Ciscomoon / T&C Bomber qui sortira en fin d'année ; il figurera aussi sur le DVD Petit Best DVD de fin 2004.

## Liste des titres
1. Don't Stop Renaichū (DON'T STOP 恋愛中?)
2. Go Go Tokyo (ゴ−ゴ−東京?)
3. Don't Stop Renaichū (Instrumental) (DON'T STOP 恋愛中...?)